# Clubiona odesanensis
Clubiona odesanensis är en spindelart som beskrevs av Paik 1990. Clubiona odesanensis ingår i släktet Clubiona och familjen säckspindlar. Inga underarter finns listade i Catalogue of Life.